# Oscylacje i fluktuacje liczebności populacji
Oscylacje i fluktuacje liczebności populacji – zjawiska związane z dynamiką liczebności populacji; skokowe zmiany liczby osobników, oszacowywanej doświadczalnie w warunkach terenowych (zob. np. metodą wielokrotnych złowień) lub określanej metodą modelowania matematycznego, które są obserwowane po wprowadzeniu małych zmian parametrów modeli wzrostu (zob. pojęcie bifurkacji w matematyce). Małe zmiany rozrodczości lub śmiertelności mogą niekiedy wywołać duże zmiany liczebności populacji, o charakterze okresowym (cykliczne) lub wahań przypadkowych (zob. chaos deterministyczny).

## Model wzrostu

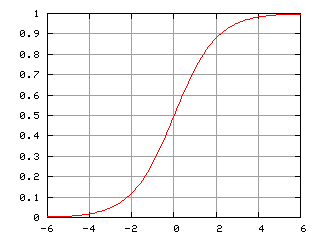
Krzywa logistyczna(wykres funkcji sigmoidalnej)

Podstawowy model logistycznego wzrostu liczebności jest otrzymywany po wprowadzeniu do modelu wykładniczego informacji o charakterze zależności tempa wzrostu od zagęszczenia. Jedna z możliwości polega na wykorzystaniu zależności liniowych tzw. tempa reprodukcji netto {\displaystyle (R_{0})} od różnicy między aktualną liczbą osobników {\displaystyle (N)} i wartością odpowiadającą pojemności środowiska (stan zrównoważony, {\displaystyle N_{eq}} dla {\displaystyle R_{0}=1}). Stosowane są np. równania:
{\displaystyle {\frac {N_{t+1}}{N_{t}}}=R_{0},}
{\displaystyle R_{0}=1-B(N-N_{eq}),}
gdzie:
{\displaystyle N_{t},N_{t+1}} – liczba osobników w kolejnych pokoleniach {\displaystyle t} i {\displaystyle t+1,}
{\displaystyle B} – parametr tempa zmian rozrodczości, charakteryzujący daną populację.
Zgodnie z tym modelem:
- liczebność populacji wzrasta {\displaystyle (N_{t}<N_{eq}),\;{}} gdy {\displaystyle R_{0}>1,}
- liczebność populacji zmniejsza się {\displaystyle (N_{t}>N_{eq}),\;{}} gdy {\displaystyle R_{0}<1.}

Oczywistą konsekwencją zastosowania modelu jest otrzymanie „krzywej S” – zależności sigmoidalnej. Jest to zgodne z oczekiwaniem, że liczebność populacji ustali się po osiągnięciu stanu:
{\displaystyle N_{t}=N_{eq},}
{\displaystyle R_{0}=1.}
W licznych przypadkach uzyskuje się jednak zaskakujące wyniki obliczeń – pojawianie się regularnych lub nieregularnych wahań liczebności wokół wartości {\displaystyle N_{eq},} często o zmiennej amplitudzie.

## Przykłady oscylacji liczebności populacji
Obliczenia liczebności populacji, wykonywane dla różnych kompletów parametrów modelu {\displaystyle (N_{0},N_{eq},B),} pozwalają – w niektórych przypadkach – oczekiwać cyklicznych wahań liczebności populacji. Przyjmując dla przykładu, że liczebność początkowa {\displaystyle N} = 10, pojemność środowiska {\displaystyle N_{eq}=100,} a współczynnik {\displaystyle B} = 0,010–0,015 otrzymuje się krzywą wzrostu populacji w przybliżeniu zgodną z oczekiwanym dynamicznej równowagi – wahania liczebności kolejnych pokoleń wokół wartości odpowiadającej pojemności środowiska są niemal niezauważalne (dla wartości {\displaystyle B} = 0,015 obserwuje się niewielki szczyt liczebności). Po założeniu, że wartości parametru {\displaystyle B} są równe 0,020 i 0,025 uzyskuje się wartości {\displaystyle N} wyraźnie oscylujące w kolejnych latach między granicą dolną i górną, przy czym od wartości {\displaystyle B} zależy zarówno amplituda wahań, jak okres cyklu.

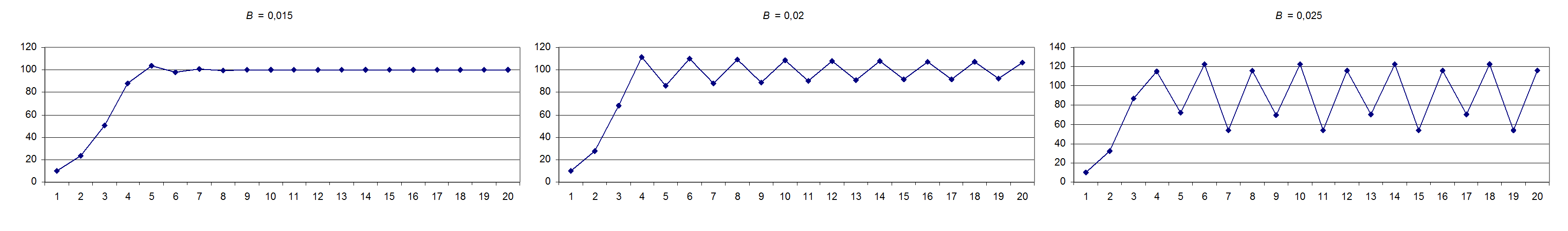
Wyniki obliczeń liczebności populacji w dwudziestu kolejnych pokoleniachZałożenia: liczebność początkowa = 10, pojemność środowiska = 100, współczynnik = 0,015, 0,020 i 0,025

## Przykłady fluktuacji liczebności populacji
Wprowadzenie do opisanego prostego modelu innych parametrów, opisujących zmiany tempa reprodukcji netto, prowadzi do wyników bardziej złożonych, w których często nie jest dostrzegalna okresowość (nawet w skali wielu pokoleń). Takie modele mogą ilustrować np. incydentalne masowe pojawy (gradacje) lemingów, szarańczy lub innych gryzoni i owadów, m.in. szkodników upraw i lasów. Doświadczalna weryfikacja modeli w warunkach naturalnych (poza laboratorium) jest trudna, ponieważ fluktuacje zachodzą nie tylko wskutek zmian zagęszczenia pojedynczego gatunku – często dominującą rolę odgrywają inne czynniki, np. oddziaływania międzygatunkowe.

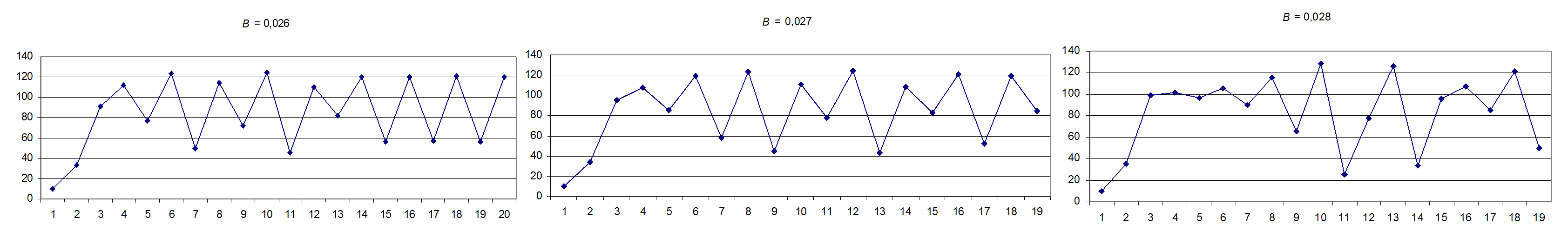
Wyniki obliczeń liczebności populacji w dwudziestu kolejnych pokoleniachZałożenia: liczebność początkowa = 10, pojemność środowiska = 100, współczynnik = 0,026, 0,027 i 0,028